# Yevsey Gindes
Yevsey Yakovlevich Gindes (Yevsey Yakovleviç Gindes, Евсей Яковлевич Гиндес; 1872–1954), va ser un estadista i pediatre azerbaidjan d'origen jueu. Va ser ministre de Salut de la República Democràtica de l'Azerbaidjan i va ser membre del Consell Nacional de l'Azerbaidjan i més tard del Parlament d'Azerbaidjan. Gindes és considerat el fundador de la pediatria moderna a l'Azerbaidjan.

## Primers anys
Yevsey Gindes va néixer el 17 d'octubre de 1872 a Kíiv, Ucraïna. Es va graduar al Departament de Medicina de la Universitat Estatal de Kíev el 1897 i immediatament va començar a treballar a la clínica Chernov. Aquí va ser el director de la divisió d'infeccions infantils durant vuit anys. També va realitzar investigacions a l'Institut de Bacteriologia de Kíev i va publicar set treballs científics sobre pediatria.
El 1905, després de la competició del Congrés de treballadors del petroli de Bakú, va ser seleccionat com a finalista per presidir l'Hospital de la fàbrica del Caucas a Bakú. Més tard, l'hospital que va dirigir es va transformar en l'Hospital de la Ciutat Negra de Bakú. El 1907, va establir la primera llar d'infants i llar d'infants de Bakú per a famílies de baixos ingressos, va establir la branca d'Azerbaidjan de la Unió de Rússia per a la Lluita contra la Tuberculosi, l'Associació de Protecció Infantil, etc. Va ser expulsat el 1913. Suposadament, això va ser perquè no cobrava a la gent pel seu servei. El mateix any, va fundar l'Associació de Pediatres de Bakú. Gindes va ocupar la presidència fins que es va convertir en una branca de la Universitat de Bakú.

## Carrera política
Amb l'establiment de la República Democràtica de l'Azerbaidjan el 28 de maig de 1918, Gindes va tenir un paper en la formació del sector sanitari del país i el 26 de desembre de 1918 va ser nomenat ministre de Salut i Seguretat Social de la República Democràtica de l'Azerbaidjan a el tercer gabinet liderat per Fatali Khan Khoyski. Va establir un hospital infantil a Bayıl a principis de 1918 i va gestionar l'hospital fins a 1922. El mateix any, va ser nomenat director d'un nou hospital anomenat Shamakhinka al nord de Bakú. Va ser aquí on va dur a terme les reformes administratives i va transformar l'hospital en Institut de Pediatria i posteriorment Institut d'Obstetrícia i Puericultura.